# Scleranthopsis
Scleranthopsis  (лат.) — монотипный род двудольных растений семейства Гвоздичные (Caryophyllaceae), включающий вид Scleranthopsis aphanantha (Rech. f.) Rech.f.. Выделен австрийским ботаником Карлом Хайнцом Рехингером в 1967 году.
Единственного представителя могут включать в состав рода Acanthophyllum, описывая его под таксономическим названием Acanthophyllum aphananthum Rech.f.basionym.

## Распространение и среда обитания
Единственный вид является эндемиком Афганистана.
Произрастают в горах.

## Общая характеристика
Полукустарники.
Листья короткие, покрыты мелкими шипами.
Соцветие — неприметная верхушечная головка, несёт цветки белого цвета с пятью зубчатыми лепестками.